# Dicranum leiodontium
Dicranum leiodontium är en bladmossart som beskrevs av Jules Cardot 1907. Dicranum leiodontium ingår i släktet kvastmossor, och familjen Dicranaceae. Inga underarter finns listade i Catalogue of Life.